# Cléver Jiménez
José Cléver Jiménez Cabrera né le 17 septembre 1969, est un homme politique équatorien. Il occupe le poste de député de la province de Zamora Chinchipe (2019-2023) ainsi que membre de l'Assemblée nationale entre 2009-2013 et entre 2013-2017. Cette deuxième période est écourtée en mars 2014, date à laquelle il a été condamné à 18 mois de prison pour insultes et diffamation contre le président Rafael Correa, et démis de ses fonctions.

## Biographie
José Cléver Jiménez Cabrera  adhérent du parti politique Pachakutik, se présente aux élections de 2009, en tant que membre du [Tribunal électoral provincial] de Zamora Chinchipe. Faisant partie de la liste Alianza MPD et  Pachakutik (Liste 15-18), pour la dignité de Zamora-Chinchipe (alliance provinciale entre le mouvement Pachakutik et le Mouvement Populaire Démocratique), il remporte le siège pour la première législature de l'Assemblée , intégrant à cette époque la Commission des droits collectifs, communautaires et interculturels. En tant qu'élu il propose divers projets de loi ( Réforme de la Loi Minière, le 31 octobre 2010) . 
En 2013, il sera réélu à une large majorité dans la liste de l'Unité Plurinationale de Gauche pour la deuxième Législature, mais ne terminera pas cette période, accusé de malveillance et calomnie (attitude dictatoriale et  violation des droits des travailleurs) envers le Président Rafael Correa en 2011 lors de la Crise politique équatorienne de 2010
Pour ces raisons il est condamné, ainsi que son collaborateur et conseiller Fernando Villavicencio à 18 mois de prison et une amende de 140000 dollards US, le 21 mars 2014. La Commission interaméricaine des droits de l'homme (CIDH) leur a toutefois accordé des mesures conservatoires.

## Innocence
Le 22 février 2018, les juges de la Cour nationale de justice déclarent Fernando Villavicencio et Cléver Jiménez innocents. Tous deux ont fait l'objet d'une enquête pour une prétendue divulgation d'informations confidentielles de la part de la présidence de la République, sous le régime de Rafael Correa.
La présidente du Tribunal, la juge Sylvia Sánchez, prononce un jugement en faveur des deux accusés.